# فرناندو فيرغارا
فرناندو فيرغارا (بالإسبانية: Fernando Vergara)‏ هو مدرب كرة قدم ولاعب كرة قدم تشيلي في مركز الهجوم، ولد في 13 مايو 1970 في سانتياغو في تشيلي. شارك مع منتخب تشيلي لكرة القدم. أما مع النوادي، فقد لعب مع أرتورو فرنانديز فيال ورايو فايكانو وكولو-كولو ونادي أونيفرسيداد دي تشيلي ونادي يونيفرسيتاريو ويونيون إسبانيولا.

## وصلات خارجية
- فرناندو فيرغارا على موقع قاعدة بيانات كرة القدم.إي يو (الإنجليزية)
- فرناندو فيرغارا على موقع ناشيونال فوتبول تيمز (الإنجليزية)
- فرناندو فيرغارا على موقع Soccerway.com (الإنجليزية)
- فرناندو فيرغارا على موقع عالم كرة القدم.نت (الإنجليزية)